# Olijfbruine veldridderzwam
De olijfbruine veldridderzwam (Melanoleuca polito-inaequalipes) is een paddenstoel uit de stam der steeltjeszwammen. Hij leeft saprotroof op humeuze grond in graslanden en parken.

## Kenmerken

### Uiterlijke kenmerken
Hoed
De hoed heeft een diameter van 50 tot 60 mm. De vorm is aanvankelijk bijna halfbolvormig, vervolgens uitgespreid-convex met een brede en lage stompe umbo. Het oppervlak is glad, kaal en hygrofaan. De hoedrand is licht ingebogen.
Lamellen
De lamellen staan matig dicht bijeen en zijn iets aflopend met korte tand. De lamellen zijn tweemaal zo hoog als de dikte van de hoedvlees. De kleur is crème-wit.
Steel
De steel heeft een lengte van 40-50 en een dikte van 10-15 mm. De vorm is cilindrisch, recht of licht gebogen naar beneden, soms licht uitlopend aan de top. De steel is zeer fijn pruinose in het bovenste deel, licht vezelig elders; van witachtig tot crème-wit. Basis van iets vernauwd tot nauwelijks breder.
Smaak en geur
De geur is zwak spermatisch en smaak zoet en licht zuur.

### Microscopische kenmerken
De sporen zijn 7,0-9,5 × 4,0-6,0, Q = 1.5-1.9, Qavg=1.6-1.7. De cheilocystidia hebben dunne wanden en dikbuikige eindcel met abrupte hals. De bovenste cel van de basis is vrij breed, het septum is vaak gemarkeerd.

## Vegelijkbare soorten
De olijfbruine veldridderzwam verschilt van de grijze veldridderzwam door een hygrofane, olijfbruine hoed, de steel die naar de voet toe versmald en de hoedhuid die ixotrichoderm is.

## Verspreiding
In Nederland komt de olijfbruine veldridderzwam zeldzaam voor. Hij staat op de rode lijst in de categorie 'gevoelig'.